# Tolombeh-ye Deh Panāh
Tolombeh-ye Deh Panāh (persiska: تلمبه ده پناه, Deh Panāh) är en ort i Iran.   Den ligger i provinsen Kerman, i den centrala delen av landet, 800 km sydost om huvudstaden Teheran. Tolombeh-ye Deh Panāh ligger 1 663 meter över havet och antalet invånare är 166.
Terrängen runt Tolombeh-ye Deh Panāh är platt åt sydväst, men åt nordost är den kuperad. Runt Tolombeh-ye Deh Panāh är det glesbefolkat, med 13 invånare per kvadratkilometer. Närmaste större samhälle är Khenāmān, 13,0 km norr om Tolombeh-ye Deh Panāh. Trakten runt Tolombeh-ye Deh Panāh är ofruktbar med lite eller ingen växtlighet.